# برشیچی
برشیچی (به صربی: Beršići) یک منطقهٔ مسکونی در صربستان است که در ناحیه موراویتسا واقع شده‌است. برشیچی ۳۵۱ نفر جمعیت دارد.